# Брушлинский, Константин Владимирович
 Константин Владимирович Брушлинский' (род. 13 марта 1930 года, Москва) — советский и российский учёный в области прикладной математики.

## Биография
Окончил механико-математический факультет МГУ им. М. В. Ломоносова (1952). Ученик П. К. Рашевского.
С 1952 года работает в Институте прикладной математики (ИПМ) им. М. В. Келдыша РАН (до 1953 года расчетное бюро Математического института им. В. А. Стеклова АН СССР (МИАН), до 1966 года Отделение прикладной математики МИАН). Входил в научную группу И. М. Гельфанда. В настоящее время — главный научный сотрудник.
Научные интересы К. В. Брушлинского, главным образом, относятся к математике, включая вычислительную, механике жидкости, газа и плазмы, математическому моделированию физики плотной плазмы. С 1960-х гг. возглавляет научную группу по численному моделированию процессов в плазме.
Брушлинским опубликованы фундаментальные результаты работ советских авторов по автомодельным решениям задач о сходящихся сферических ударной волне и полости в газе (совместно с Я. М. Кажданом). Показал неустойчивость сходящейся сферической ударной волны (закрытая работа, выполненная в начале 1960-х годов и опубликованная в 1982 году, относится к разработке ядерного оружия).
Кандидат физико-математических наук (1960). Доктор физико-математических наук, докторская диссертация — «Расчёт двумерных течений плазмы в каналах» защищена в 1974 г.
С 1963 года по совместительству преподает в Московском инженерно-физическом институте (МИФИ). Профессор кафедры прикладной математики. Прочитал курсы лекций по теории функций комплексного переменного, уравнениям математической физики, а также по приближённым методам вычислений, численным методам, теории разностных схем, математическому моделированию. Преподает также на механико-математическом факультете МГУ, профессор кафедры вычислительной механики.
Подготовил 12 кандидатов наук. Среди его учеников 3 доктора наук
Участвовал в программных комитетах ряда крупных конференций по прикладной математике, математическому моделированию.
Член редколлегий журналов «Математическое моделирование» и «Вестник НИЯУ МИФИ»
Выступает с лекциями

## Награды
Медаль «За трудовую доблесть» (1956).
Заслуженный деятель науки РФ (2001).

## Семья
Отец — В. К. Брушлинский, брат — А. В. Брушлинский. Жена — О. Т. Брушлинская

### Книги
- Двумерные численные модели плазмы / Ред. К. В. Брушлинский. — М.: ИПМ им. М. В. Келдыша АН СССР , 1979
- Методы вычислительной физики и их приложения/ Под ред. К. В. Брушлинского. — М.: Энергоатомиздат, 1986.
- Брушлинский К. В. Теория разностных схем: Основные понятия: Учеб. пособие. — М.: МИФИ, 1986.
- Брушлинский К. В. Математические и вычислительные задачи магнитной газодинамики. — М.: Бином. Лаборатория знаний, 2009. ISBN 978-5-94774-898-7
- Брушлинский К. В. Математические основы вычислительной механики жидкости, газа и плазмы: Учеб. пособие. -Долгопрудный: Издательский Дом «Интеллект», 2017. −272 с. ISBN 978-5-91559-0224-6

### Статьи
- О росте решения смешанной задачи в случае неполноты собственных функций// Изв. АН СССР, сер. матем. 1959. Т.23. Вып.6. С.893 — 912
- Об автомодельных решениях некоторых задач газовой динамики (с Я. М. Кажданом)// УМН. 1963. Т.18. Вып.2. С.3 — 23
- Двумерное стационарное течение хорошо проводящей плазмы в коаксиальной системе (с Н. И. Герлах и А. И. Морозовым)// Изв. АН СССР, сер. МЖГ. 1966. № 2. С.189 — 192
- Влияние конечной проводимости на стационарные самосжимающиеся течения плазмы (с Н. И. Герлах и А. И. Морозовым)// ДАН СССР. 1968. Т.180. № 6. С.1327 — 1330
- Расчет двумерных течений плазмы в каналах (с А. И. Морозовым)/Сб. «Вопросы теории плазмы» Под ред. М. А. Леонтовича. Вып.8. С.88 — 163. М.: Атомиздат, 1974
- Numerical simulation of two-dimensional plasma flow in channels // Computer methods in appl. mech. and engineering. 1975. V.6. no.3. P.293 — 307
- Расчет компрессионных течений плазмы в коаксиальных каналах (с А. И. Морозовым, В. В. Палейчик и В. В. Савельевым)// Физ.плазмы. 1976. Т.2. Вып.4 С. 531—541
- Некоторые вопросы течений плазмы в канале магнитоплазменного компрессора (с А. И. Морозовым и В. В. Савельевым)/ Сб. «Двумерные численные модели плазмы» Под ред. К. В. Брушлинского. Изд. ИПМ им. М. В. Келдыша АН СССР. 1979. С.7-66
- Численный анализ токового слоя в окрестности магнитной нулевой линии (с А. М. Заборовым и С. И. Сыроватским)// Физ. плазмы. 1980. Т.6. Вып.2. С.297-311
- Неустойчивость сходящейся сферической ударной волны// ЖВМиМФ. 1982. Т.22. № 6. С.1468-1479
- Численное моделирование течений ионизующегося газа в каналах// Сб. «Плазменные ускорители и ионные инжекторы» /под ред Н. П. Козлова и А. И. Морозова. М.: Наука. 1984. С 139—151
- Численная модель неустойчивости Z-пинча в плазме конечной проводимости (с И. В. Беловой)// ЖВМиМФ. 1988. Т.28. № 1. С.72-79
- Computational Models in Plasma Dynamics// Lecture Notes in Physics. Springer-Verlag. 1989. no. 323. P. 21 — 30
- Численное моделирование течений плазмы в КСПУ (с А. М. Заборовым, А.Н Козловым, А. И. Морозовым и В. В. Савельевым)// Физ. плазмы. 1990. Т.16. Вып.2. С. 147—157
- Математические модели стационарных МГД-течений в каналах плазменных ускорителей (с К, П. Горшениным и Ю. И. Сыцько)// Матем.моделирование. 1991. Т.3. № 10. С. 3 — 19
- Перенос граничного условия через вакуум в осесимметричных задачах (с В. С. Рябеньким и Н. Б. Тузовой)// ЖВМиМФ. 1992. Т.32. № 12. С. 1929—1939
- Расчеты МГД-течений в каналах и их сопоставление с экспериментальными исследованиями плазменных ускорителей (с К. П. Горшениным)// Физ. плазмы. 1993. Т.19, Вып.5.С. 682—698
- Численное моделирование прямых винтовых шнуров с проводниками, погруженными в плазму (с Н. М. Зуевой, М. С. Михайловой, А. И. Морозовым, В. Д. Пустовитовым и Н. Б. Тузовой)// Физ. плазмы. 1994. Т.20. № 3. С.284 — 292
- Численная модель приэлектродной неустойчивости в каналах плазменных ускорителей (с Т. А. Ратниковой)// Физ.плазмы. 1995. Т.21. № 9. С.784 — 790
- Холловские поправки к расчету течения плазмы в приэлектродных слоях коаксиальных каналов (с Т. А. Ратниковой)// Физ. Плазмы. 1997. Т.23. № 2, С.126 — 130
- Ему была нужная великая Россия// Вестник РАН. 1996. Т.66. № 10. С.903 — 906
- Магнитные ловушки для удержания плазмы (с В. В. Савельевым)// Матем. моделирвание. 1999. Т.11. № 5. С.3 — 36
- Mathematical modelling in plasmastatics// Computer Physics Communications. 2000. V. 126. nos. 1-2. P. 37 — 40
- Два подхода к задаче об устойчивости равновесия плазмы в цилиндре// ПММ. 2001. Т.65. Вып.2. С.235 — 243
- С. К. Годунов в Институте прикладной математики (с А. В. Забродиным и В. С. Рябеньким) // Сибирский журнал индустриальной математики, 2004, Т.VII, № 2 (18), С.4-8
- Стационарные МГД-течения в соплах с внешним продольным магнитным полем (с Н. С. Ждановой)// Изв. АН, серия МЖГ, 2004, № 3, С.135-146
- Расчет осесимметричных МГД-течений в каналах с внешним продольным магнитным полем (с Н. С. Ждановой) // ЖМФиМФ, 2006, Т.46, № 3, С.550-559
- А. Н. Тихонов — ученый, педагог, руководитель // Академик Андрей Николаевич Тихонов (к 100-летию со со дня рожд.) / Ред.-сост. Е. А. Григорьев. -М.: МАКС Пресс, 2006, С .262-268
- МГД-течения в каналах плазменных ускорителей с продольным магнитным полем (с Н. С. Ждановой) // Физ. плазмы, 2008, Т.34, № 12, С. 1120—1128
- Общие замечания о численных методах решения МГД-задач (с А. П. Фаворским и А. С. Холодовым) // Энциклопедия низкотемпературной плазмы / Ред. В. Е. Фортов, 2008, Серия Б, Т.VII-1, часть 2, С. 77-83.
- Численные модели течений ионизующегося газа // Там же, С. 84-90.
- И. М. Гельфанд и прикладная математика (с А. Л. Афендиковым) // УМН. 2009, Т.64, вып.6(390), С. 181—186.
- О равновесии плазмы в магнитном поле ловушек-галатей (с Н. А. Чмыховой) // Матем.. моделирование, 2010, Т.22, № 6, С. 3-14.
- Плазмостатическая модель магнитной ловушки «Галатея-Пояс» (с П. А. Игнатовым) // ЖВМиМФ, 2010, Т.50, № 12, С. 2184—2194.
- Наш директор (с Б. Н. Четверушкиным) // Наука в России, 2011, № 1, С. 37-41.
- Плазмостатические модели магнитных ловушек-галатей (с А. С. Гольдичем и А. С. Десятовой) // Матем. моделирование, 2012, Т.24, № 8, С. 81-96.
- Краевые задачи вычислительной плазмостатики (с А. С. Гольдичем) // Вестник НИЯУ «МИФИ», 2013, Т.2, № 3, С. 292—304.
- Численная модель формирования квазиравновесия плазмы в магнитном поле ловушек-галатей (с Н. А. Чмыховой) // Вестник НИЯУ «МИФИ», 2014, Т.3, № 1, С. 40-52.
- Плазмостатические модели ловушек-галатей с магнитопроницаемыми границами (с А. С. Гольдичем) // Физ. плазмы, 2014, Т.40, № 8, С. 687—696.
- Численные модели стационарных и пульсирующих течений ионизующегося газа в каналах плазменных ускорителей (с А. Н. Козловым и В. С. Коноваловым)//ЖВМиМФ, 2015, Т.55, № 8, С. 1405—1416.
- Плазменные конфигурации в ловушках-галатеях и токовых слоях (с А. С. Гольдичем и Н. А. Давыдовой)// Матем. моделирование, 2016, Т.28, № 7, С. 107—120.
- Математическая модель тороидальной магнитной ловушки «Галатея-пояс» (с А. С. Гольдичем)// 2020, P.53-59Дифф. уравнения, 2016, Т.52, № 7, С. 887—895.
- К 110-летию со дня рождения Андрея Николаевича Тихонова (с В. А. Ильиным, Ю. П. Поповым и В. А. Садовничим)// Дифф. уравнения, 2016, Т.52, № 10, С. 1291—1295.
- Ускорение плазмы в коаксиальных каналах с профилированными электродами и продольным магнитным полем (с Н. С. Ждановой и Е. В. Степиным) // ЖВМиМФ, 2018, Т. 58, № 4, С. 607—617.
- Сравнительный анализ расчетов равновесия плазмы в тороидальных и цилиндрических магнитных ловушках (с И. А. Кондратьевым) // Матем. моделирование, 2018, Т.30, № 6, С. 76-94.
- Numerical models in applied plasmadynamic and plasmastatic problems (with E.V. Stepin) // Journal of Physics: Conf. Series 1103 (2018) 012004
- Математические модели плазмы в проектах Морозова // Физика плазмы, 2019, Т.45, № 1, С. 37-50.
- Численная модель компрессионных течений плазмы в каналах в присутствии продольного магнитного поля (с Е. В. Степиным) // Дифф. уравнения, 2019, Т.55, № 7, С. 929—939.
- Mathematical models of plasma acceleration and compression in coaxial channels (with E.V.Stepin) // Continuum mechanics, applied mathematics and scientific computing: Godunov’s legacy — A liber amicorum to Professor Godunov; Book series: Advanced Structures Materials. — Springer Nature Switzerland AG, 2020, P. 53-59.
- Об устойчивости равновесия плазмы в окрестности прямого проводника с током (с С. А. Кривцовым и Е.В, Степиным) // ЖВМиМФ, 2020, Т. 60, № 4, С. 700—710.

### Публицистика
- Ему была нужна великая Россия
- Творцы советской цивилизации //Наш современник, 2003, № 7, С. 284—285
- Эпоха Келдыша. Опубликовано в журнале «НАШ СОВРЕМЕННИК», 2011 г., № 2, Стр.185-190 под(с Н.С.ю заглавием «СТРОИТЕЛЬ СОВЕТСКОЙ НАУКИ /100 лет со дня рождения Мстислава Келдыша»
- М. В. Келдыш. Творческий портрет по воспоминаниям современников. Отв. ред. члШаблон:Numerical modelsен-корреспондент РАН А. В. Забродин. Сост.: К. В. Брушлинский, Г. Н. Езерова, А. В. Забродин, С. М. Келдыш. М.: Наука, 2001, 400 с.
- Выступление К. В. Брушлинского в программе Новости 1 канала (ОРТ) репортаж А. Юсупова «Сто лет со дня рождения „главного теоретика“ великого ученого Мстислава Келдыша»: «Я бы сказал, что это больше, чем ученый. Этот человек — один из несущих конструкций, столпов нашей цивилизации».
- Защитник Отечества, однокурсник, коллега, единомышленник // Лев Николаевич Королёв: Биография, воспоминания, документы / Сост. и ред. Власов В. К., Смелянский Р. Л., Томилин А. Н. — М.: МАКС Пресс, 2016, С. 46-49.
- Наука — часть цивилизации (беседа с редакцией журнала) // «Наука и религия», 2021, № 2, С. 2-9.